# Ten Good Reasons
A Ten Good Reasons Jason Donovan ausztrál énekes első debütáló albuma. A lemez 1989. május 15-én jelent meg az Egyesült Királyságban a PWL gondozásában.
A brit listákon listavezető volt, és 3 hétig tartotta helyét. Ezt ausztrál előadónak eddig nem igen sikerült elérnie. Az albumról kimásolt első kislemez a Too Many Broken Hearts volt, valamint egy duett Kylie Minogue-gal, az Especially for You című, mely szintén listavezető volt 1989. januárjában.
Az album az Egyesült Királyság albumlistáján a 2. helyen indult, majd elérte az 1. helyezést, és négy hétig listavezető volt. Amikor a  Brian Hyland féle Sealed with a Kiss című feldolgozás belépett az angol kislemezlistájára, Donovan volt az első számú ausztrál férfi előadó, aki egyszerre volt slágerlistás helyezett mind az Egyesült Királyság kislemezlistáján, és az albumlistán is. Ausztráliában az album 5. helyezett volt 1989-ben az ARIA listán debütálva, majd az 53. legmagasabb eladást produkálta a piacon.
Az albumot 2010-ben újra kiadták bővített deluxe kiadásként, mely a korábbi B. oldalas kislemez dalokat, remixeket is tartalmazott. 2016-ban a 2010-es újrakidás első CD-jét újra megjelentették Donovan Ten Good Reasons élő felvételeinek promóciója részeként. 
Az albumot 2010-ben újra kiadták egy kibővített deluxe kiadásként, amely B-oldalakat és remixeket tartalmaz. 2016-ban a 2010-es újrakiadás első CD-jét újra kiadták a Donovan Ten Good Reasons élő előadásainak promóciójának részeként.
 

## Az album dalainak listája
LP  Ausztrália Mushroom – TVL93295 
 Első oldal
1. Too Many Broken Hearts	3:26
2. Nothing Can Divide Us 3:45
3. Every Day (I Love You More)	3:24
4. You Can Depend On Me 3:32
5. Time Heals	3:08
6. Sealed with a Kiss	2:30

Második oldal
1. Question Of Pride	3:19
2. If I Don't Have You	3:00
3. Change Your Mind	3:27
4. Too Late To Say Goodbye	3:15
5. Especially for You	3:58

## Slágerlista
| Slágerlista (1989)                           | Legjobb helyezések |
| -------------------------------------------- | ------------------ |
| Ausztrália (ARIA)                            | 5                  |
| Ausztria (Ö3 Austria Top 40)                 | 20                 |
| Kanada (Canadian Albums)                     | 18                 |
| Hollandia (Album Top 100)                    | 21                 |
| Franciaország French Albums (SNEP)           | 26                 |
| Németország (Offizielle Top 100)             | 3                  |
| Új-Zéland (RMNZ)                             | 4                  |
| Spanyolország (Spanish Albums)               | 30                 |
| Svédország (Sverigetopplistan)               | 29                 |
| Svájc (Schweizer Hitparade)                  | 20                 |
| Egyesült Királyság (Official Charts Company) | 20                 |

| Slágerlista (1989)                       | Helyezések |
| ---------------------------------------- | ---------- |
| Németország (Offizielle Deutsche Charts) | 22         |
| Új-Zéland (Recorded Music NZ)            | 48         |
| Egyesült Királyság (Gallup)              | 1          |

## Minősítések
| Ország                   | Minősítés  | Eladások  |
| ------------------------ | ---------- | --------- |
| Németország              | Arany      | 250.000   |
| Új-Zéland (RMNZ)         | Platina    | 15.000    |
| Spanyolország (RIAA)     | Arany      | 50.000    |
| Svájc (IFPI Switzerland) | Arany      | 25.000    |
| Egyesült Királyság (BPI) | 5x Platina | 1.500.000 |